# Коробицын, Александр Павлович
Александр Павлович Коробицын (17 января 1940, д. Седяш Благовещенского района БАССР — 13 ноября 2012) — советский российский режиссёр-постановщик. Лауреат серебряной медали им. А. Д. Попова.

## Биография
Родился 17.01.1940 года в д. Седяш Благовещенского района БАССР.

### Образование
В 1962-м году окончил Свердловское областное культурно-просветительное училище. Присвоена квалификация: клубный работник, руководитель самодеятельного театрального коллектива.
В 1965 году, поступил в Ленинградский государственный институт театра музыки и кинематографии (ЛГИТМИК), который окончил в 1970 году, по специальности — режиссура драмы.

### Трудовая деятельность
По окончании училища, работал режиссёром народных театров: ДК Металлургов г. Белорецка — 1962-63, Таллинского Дома офицеров флота — 1963-64, Вельского районного дома культуры — 1964-65.
С 1970 по 1974 годы — режиссёр Ивановского областного драматического театра.
С 1974 по 1975 — проходил режиссёрскую стажировку в Московском академическом театре им. В.Маяковского.
С 1975 по 1978 — режиссёр Курского областного драматического театра им. А. С. Пушкина.
С 1978 по 1982 — главный режиссёр Астраханского областного драматического театра им. С. М. Кирова.
С 1982 по 1984 — режиссёр Республиканского русского драматического театра г. Уфы.
С 1986 по 1990 — режиссёр Магнитогорского драматического театра им. А. С. Пушкина.
С 1990 по 1991 — режиссёр Республиканского театра юного зрителя г. Уфы.
С 1992 по 2000 — режиссёр Академического театра драмы г. Екатеринбурга
А. П. Коробицын многократно выезжал по приглашению, для осуществления постановок, в самые разные театры СССР. География этих работ очень обширна.
Ушёл из жизни 13.11.2012 г., похоронен на Южном кладбище Уфы.

### Творческая биография
За годы работы, Александром Павловичем Коробицыным было создано около сотни спектаклей, в числе которых:
- «Синие кони на красной траве» М.Шатрова,
- «Солдатская вдова» Н.Анкилова,
- «Старший сын» А.Вампилова,
- «Красные дьяволята» П.Бляхина,
- «Валентин и Валентина» М.Рощина,
- «Бешеные деньги» А.Островского,
- «Женитьба Фигаро» П.Бомарше,
- «Дорогая Елена Сергеевна» Л.Разумовской,
- «Порог» А.Дударева,
- «Орфей спускается в ад» Т.Уильямса,
- «Замок Броуди» А. Кронина,
- «Виноватые» А. Арбузова

## Награды
В 1974 году, за постановку спектакля «Солдатская вдова», по пьесе Н.Анкилова, в Ивановском областном театре драмы, Министерством культуры СССР и Главным политическим управлением Советской армии и Военно-Морского флота СССР режиссёр-постановщик Александр Коробицын был награждён Серебряной медалью им. А. Д. Попова.